# ロバート・ノージック
ロバート・ノージック（Robert Nozick、1938年11月16日 - 2002年1月23日）は、アメリカ合衆国の哲学者。ハーバード大学哲学教授。コロンビア大学で哲学者シドニー・モーゲンベッサーに師事し学士号（1959年）を取得し、その後プリンストン大学大学院では科学哲学分野において著名な哲学者であるカール・ヘンペルに師事して博士号（1963年）を得た。また1963年から1964年までフルブライト留学生としてオックスフォード大学にも一年間留学している。

## 概要

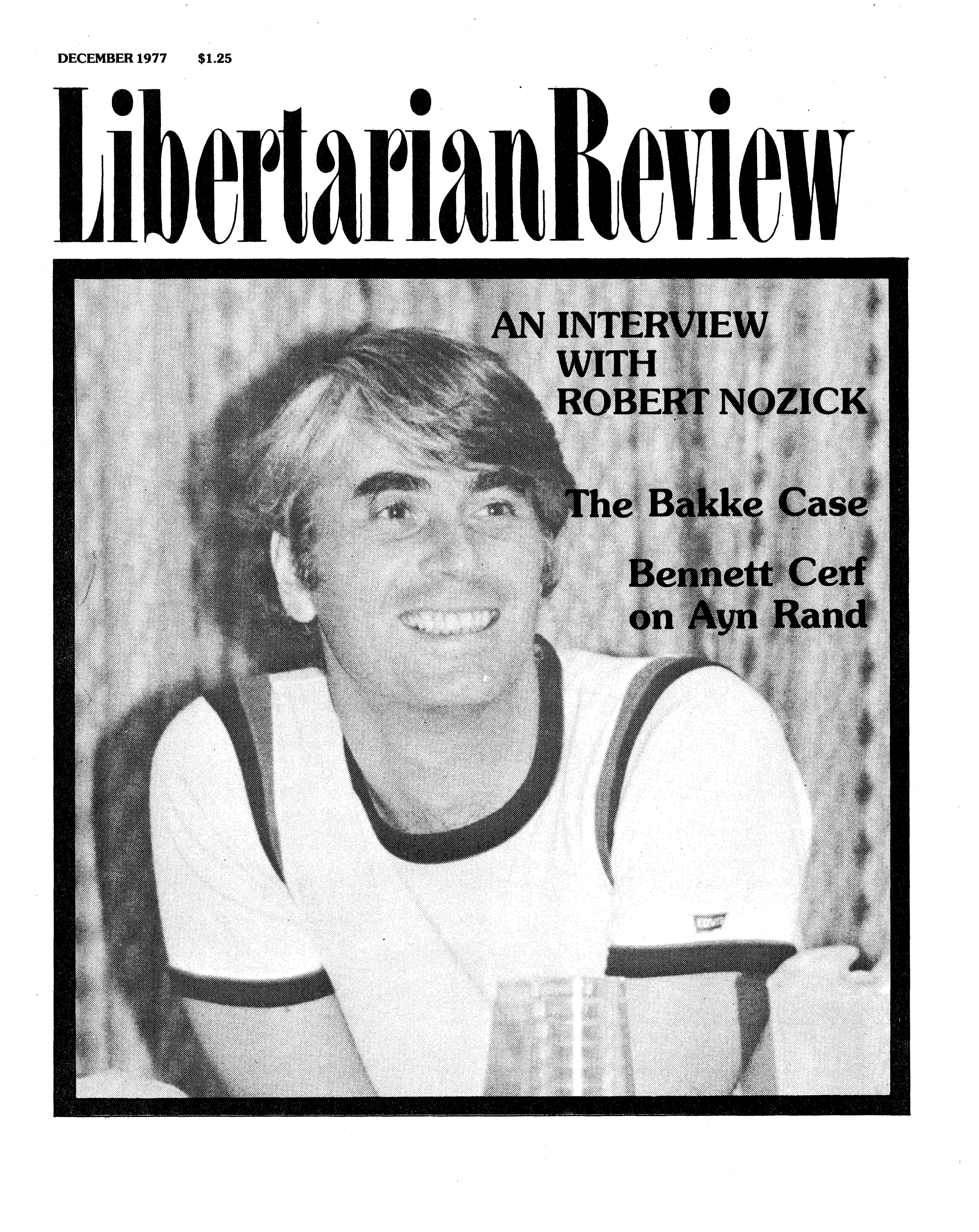
雑誌リバタリアン・レビューの表紙を飾るロバート・ノージック

政治哲学の分野における著書『アナーキー・国家・ユートピア』をもってリバタリアニズムの代表的思想家として知られる。
彼はアダム・スミス(Adam Smith)の思想を受け継ぎ、見えざる手の概念を用いて国家の成立を論じ、夜警国家論または最小国家論を主張した。
ノージックが提示する国家発生理論の順序。
1. 自然状態では、個人がその権利を守りながら生活している。
2. 個人は相互保護協会を設立し、これが労働分業と商品化を通じて商業保護協会へと変化する。
3. 商業保護協会間の競争の中で、ある地域において支配的な保護協会が形成され、その保護協会は極小国家へと発展していく。
4. 極小国家は、残りの独立者に対して報酬として保護を提供し、最小国家としての要件を満たす[2]。

ノージックは、ジョン・ロールズ（John Rawls）の『正義論』における第2原則、すなわち社会経済的不平等が社会で最も恩恵を受けていない層にとって最大の利益となるように調整されるべきであるという結論に反対した。ノージックにとって、商品分配は、たとえその過程で大きな不平等が生じたとしても、単に自由な交換過程によってもたらされた結果にすぎない。
彼はジョン・ロック（John Locke）の基本的枠組みを踏襲したが、いくつかの点において、ロック自身とは異なる重要な結論に達した。ロック的自然法を採用せずに、ノージックは、リバタリアニズム社会が自発的な奴隷制度を容認していると主張した。
ロックの自然法の代わりに、ノージックは、「人間は単なる目的達成のための手段としてではなく、それ自体が目的として扱われるべきである」というカントの倫理理論を主張した。
また「なぜ何もないのではなく、ものがあるのか？」と題した論文などによって分析的形而上学の開拓者の一人としても有名であり、分析哲学における形而上学の復権に貢献している。それらの論文は哲学論集『Philosophical Explanations』（邦題：『考えることを考える』）に収録されている。

## 人物
ノージックはロシア系ユダヤ人移民の子供として、アメリカニューヨークのブルックリンで生まれた。父親はロシアのシュテットルからやってきた実業家で、Cohen という名前だった。ノージックは最初はアメリカ社会党の活動家であり、後にリバタリアニズムに転向した。女性詩人Gjertrud Schnackenberg と結婚した。ノージックが胃癌との長い闘病生活の末死亡するまで、二人はずっと夫婦であった。死後ノージックはマサチューセッツ州ケンブリッジにあるMount Auburn 墓地に埋葬された。なお、同じ日にフランスの社会学者ピエール・ブルデューも死亡している。

## 賞歴
- 1975年、全米図書賞哲学・宗教部門（『アナーキー・国家・ユートピア』に対して）
- 1996年、グッゲンハイム奨励金人文学部門（アメリカ＆カナダ）

## 著書
- Anarchy, State, and Utopia, (Blackwell, 1974). ISBN 978-0465097203
嶋津格訳『アナーキー・国家・ユートピア――国家の正当性とその限界』（木鐸社,1985年二巻本・1995年一巻本）ISBN 4833221705
- Philosophical Explanations, (Harvard University Press, 1981). ISBN 978-0674664791
坂本百大ほか訳『考えることを考える（上・下）』（青土社, 1997年） ISBN 978-4791756032 ISBN 978-4791756049
- The Examined Life: Philosophical Meditations, (Simon and Schuster, 1989). ISBN 978-0671725013
井上章子訳『生のなかの螺旋――自己と人生のダイアローグ』（青土社, 1993年） ISBN 978-4791752614
- The Nature of Rationality, (Princeton University Press, 1993). ISBN 978-0691020969
- Socratic Puzzles, (Harvard University Press, 1997). ISBN 978-0674816534
- Invariances: The Structure of the Objective World (Belknap Press of Harvard University Press, 2001/2003) ISBN 0-674-01245-3